# Масонство в России
Масонство в России — масонские организации и масоны, которые находились и находятся в России с 1731 года по наши дни. Российское масонство преследовало гуманистические и просветительские цели, больше внимания уделяло этическим вопросам. Фактически оно представляло собой более духовное сообщество людей, единых в стремлении способствовать процветанию своего отечества и просвещённости людей живущих в нём.

## В XVIII веке

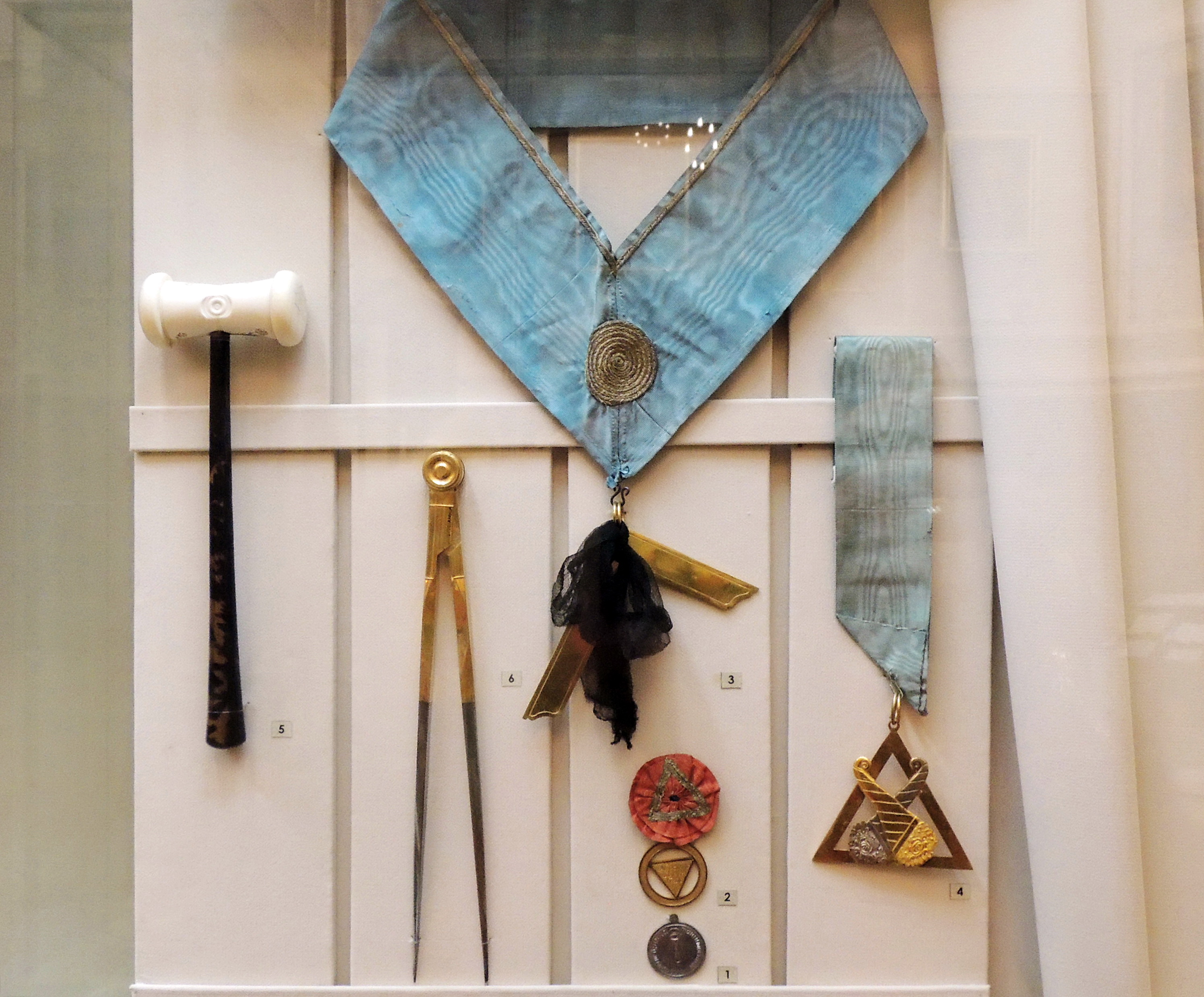
Памятники масонских лож в России 18 века. 1, 2) Знаки масонских лож «Озириса» (1770-е гг.) и «Нептуна» (1779 г.); 3, 4) Должностные знаки лож иоанновского масонства — Управляющего ложей и Брата Хлебодара; 5, 6) Предметы масонского ритуала — молоток, циркуль; 7) Табакерка с изображениями масонских символов и надписями. Франция, конец 18 века. ГИМ

Масонство в России появилось в первой половине XVIII века. В масонских легендах основателями масонства в России часто называют Петра I и его соратников Франца Лефорта и Патрика Гордона. Эта версия, однако, не имеет документального подтверждения.
Первое достоверное упоминание о появлении первой масонской организации в России относится к 1731 году, когда великий мастер Великой ложи Англии, лорд Ловель назначил капитана Джона Филипса провинциальным великим мастером для России. Широкое распространение масонства в России началось с основания нескольких масонских лож генералом русской службы Джеймсом Кейтом в 1740-х годах. В документах Великой ложи Англии указывается, что в 1741 году он был назначен провинциальным великим мастером для России. Первоначально большинство членов русских лож были иностранцами — офицерами на русской службе и купцами, но вскоре стало расти и число масонов русских по рождению. В 1750-х годах в Санкт-Петербурге работала ложа под руководством графа Воронцова.
Впервые правительство Российской Империи обратило внимание на масонов в 1747 году. Есть известие о существовании в Санкт-Петербурге ложи «Молчаливость», в Риге — «Северной звезды», в 1750 году. В 1756 году существовала петербургская ложа, где мастером ложи состоял граф Р. И. Воронцов, а членами — преимущественно молодые гвардейские офицеры, многие со значимыми впоследствии для истории именами: князь М. М. Щербатов, И. Н. Болтин, А. П. Сумароков и другие. Тогда уже масоны были под надзором правительства и «внушали панический страх» обществу. Вместе с тем, по преданию, император Пётр III учредил масонскую ложу в Ораниенбауме и подарил дом Санкт-Петербургской ложе «Постоянство». В 1762 году существовала в Санкт-Петербурге ложа «Счастливого согласия», признанная в 1763 году берлинской Великой национальной материнской ложей «Три глобуса». Во время розыска по делу В. Я. Мировича у его сообщника, поручика Великолуцкого полка, нашли отрывок масонского катехизиса (первая русская рукопись франкмасонов). В 1766 году существовала в Архангельске ложа «Святой Екатерины». В 1770 году открыта в Санкт-Петербурге великая провинциальная ложа. С этого года появляются систематические записи по истории масонства. По суждению Елагина, франкмасонство в России до 1770 года не носило серьёзного характера: Обращали внимание на обрядовую сторону, слегка благотворили, занимались пустыми спорами, оканчивавшимися иногда празднествами Вакха.

### Елагинские масонские ложи

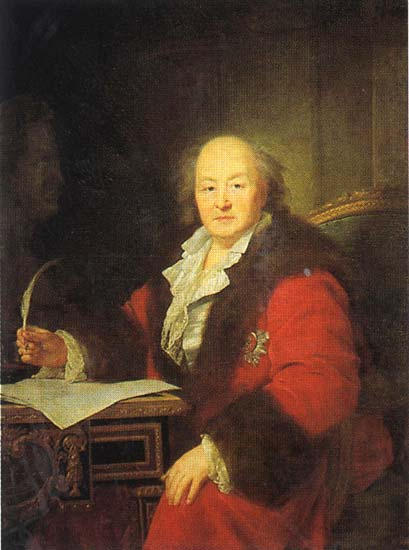
Иван Перфильевич Елагин

В 1770 году Иван Перфильевич Елагин получает разрешение от берлинской ложи «Роял Йорк» на открытие первой в России провинциальной великой ложи и становится её великим мастером. В 1772 году Елагин обращается в Первую великую ложу Англии и вторично получает разрешение на открытие ПВЛ. Ему присылают Конституцию Андерсона и патент провинциального великого мастера. Кроме самого Елагина в возглавляемую им провинциальную великую ложу в Санкт-Петербурге входили такие известные в то время масоны, как граф Р. И. Воронцов (наместный мастер), генерал-майор А. Л. Щербачёв, князь И. В. Несвицкий и другие. Под управлением великой ложи, возглавляемой Елагиным, в первой половине 70-х годов XVIII века работало 14 лож:
1. Ложа «Муз» (мастер Елагин, Иван Перфильевич),
2. Ложа «Урании» (мастер Лукин, Владимир Игнатьевич),
3. Ложа «Беллоны» (Несвицкий, Иван Васильевич),
4. Ложа «Астреи» (Дубянский, Яков Фёдорович),
5. Ложа «Марса» (Яссы, мастер Мелиссино, Пётр Иванович),
6. Ложа «Минервы» (барон Гартенберг),
7. Ложа «Скромности» (Санкт-Петербург),
8. Ложа «Клио» (Москва),
9. Ложа «Талии» (Москва-Полоцк),
10. Ложа «Равенства» (Москва-Санкт-Петербург),
11. Ложа «Екатерины» (Архангельск),
12. Ложа «Трёх подпор» (Архангельск),
13. Ложа «Эрато» (Санкт-Петербург),
14. Ложа под управлением Р. И. Воронцова (Владимир).

Общее число членов елагинских лож составляло приблизительно 400 масонов.
Елагин развил активную деятельность как в распространении франкмасонства, так и в его благоустройстве. Вследствие этого, система господствовавшая в ложах от него зависимых, называлась «Елагинской»; она была сначала скопирована с английской, а потом к ней примешались влияния других систем.
Благодаря исследованиям академиков А. Н. Пыпина и П. П. Пекарского, известны многие подробности работы, осуществлявшейся в елагинской системе лож, и её отличий от других систем. Академиком Пекарским были найдены подлинные ритуалы, переведённые Елагиным с актов ложи «Аполлона». Особенность их, в сравнении со старинными английскими, которые можно найти в книгах «Иоакин и Боаз, или подлинный ключ к двери франкмасонства старого и нового» (1762 год), и «Три сильных удара, или дверь древнейшего франкмасонства, открытая для всех людей», заключается в так называемом «Пути», или «мытарствах» новопоступающего во время приёма: допускаются устрашающие эффекты в виде брата в «окровавленной срачице», устремленных против него шпаг, «смешения крови… с кровию братиев наших». Ещё больше эффектов показано в церемонии возведения брата в степень мастера, хотя все же эти «прикрасы» проще, чем о том говорится в донесении М. М. Олсуфьева о масонах при императрице Елизавете Петровне. Эти «прикрасы», однако, скоро распространились и в Англии, так что здесь ещё нет отличия елагинской системы от староанглийской. Елагин стремился удержать три первоначальных степени — «ученика, товарища и мастера», и если он и принял впоследствии четыре высших, рыцарских степени, то они не играли большой роли, а были просто почетные. Сам Елагин в § 12 своих «Бесед» относится отрицательно к увеличению числа степеней: Не уповайте новых орденских степеней, ниже суетных украшений.
В книге «Обряд принятия в мастера свободные каменщики», помещены установленные Елагиным правила для приуготовления новичка к принятию в ложу. Эти правила, в связи с «Уставом, или правилом свободных каменщиков», а также с «Беседами» Елагина, в общих чертах определяют отдельные пункты его системы со стороны содержания. Первая цель ордена согласно Елагину: Сохранение и предание потомству некоторого важного таинства от самых древнейших веков и даже от первого человека до нас дошедшего, от которого таинства может быть судьба целого человеческого рода зависит, доколе Бог благоволит ко благу человечества открыть оное всему миру.
Сохранение и передачу этой тайны мы находим и в древнем английском масонстве, например в «Apologie pour l’ordre de F.-M.» (1742 год). Вскоре эту тайну, которая, по объяснению старых масонов, была «тайной братской любви, помощи и верности», стали эксплуатировать в самых разнообразных формах, «от заговора в пользу Стюартов вплоть до дикой алхимии и нелепого колдовства». Несомненно, что и Елагин понимал эту тайну в мистическом духе: он искал «сладкого и драгоценного древа жизни, которого мы с потерянием едема лишены стали». Если мы обратимся к тем источникам, из которых он черпал своё вдохновение своим идеям, то увидим, что они все весьма загадочные, по-видимому, зачастую всё того же розенкрейцерского происхождения.
Согласно исследованиям академика А. Н. Пыпина, у Елагина был наставник в масонской премудрости — некий Эли, «в знании языка еврейского и каббалы превосходный, в теософии, в физике и химии глубокий». Как пишет Пыпин, этот Эли был розенкрейцером; книга его «представляет весьма характерный образчик розенкрейцерского, мнимо глубокого теологического и алхимического вздора». Существует ещё известие на страницах дневника некоего немца-розенкрейцера, найденного академиком П. П. Пекарским в бумагах Елагина, что Елагин «хотел выучиться от Калиостро делать золото». Из другого источника мы знаем, что Елагин был близок с Калиостро, и что секретарь его дал Калиостро пощечину, может быть, за обман насчет делания золота. Этим, вероятно, объясняется позднейшая ненависть Елагина к делателям «мечтательного золота». Второй основной пункт елагинской системы, наиболее ценный для русского общества — необходимость самопознания и нравственного самоусовершенствования и исправления всего человеческого рода. Елагинская система была чужда политики: об этом говорится в бумагах Елагина, на это указывал Новикову и Рейхель. Вообще, Елагину не удалось построить систему, которую можно было бы выставить в противовес тем «вольтерьянским взглядам», против которых боролось масонство. Серьёзные этические, религиозные, отчасти и социальные вопросы оказались не под силу тогдашней научно-критической мысли.

### Устав Циннендорфа
В начале 1770-х годов альтернативной Елагинской масонской системе лож, стала так называемая «Шведская» или «Циннендорфова система», основанная приехавшим в Россию из Берлина в 1771 году бывшим гофмейстером Браунгшвейгского двора П. Б. Рейхелем. В 1772—1776 годах Рейхель основал несколько лож:
1. Ложа «Аполлона» (Санкт-Петербург),
2. Ложа «Гарпократа» (Санкт-Петербург),
3. Ложа «Аполлона» (Рига),
4. Ложа «Изиды» (Ревель),
5. Ложа «Горусы» (Санкт-Петербург),
6. Ложа «Латоны» (Санкт-Петербург),
7. Ложа «Немезиды» (Санкт-Петербург)
8. Ложа «Озириса» (Санкт-Петербург — Москва).

Елагин и члены его лож относились к новой системе отрицательно и, как видно из протоколов ложи «Урания», не допускали к себе лиц, не отрекшихся от Рейхеля. Однако, сохранить чистоту своей первоначальной системы Елагину не удалось: в итоге он начал работать, кроме прежних трёх степеней «Иоанновского масонства», ещё в четырёх высших рыцарских степенях. В 1775 году в ложу «Астрея» елагинской системы, был принят сразу в третью, мастерскую степень знаменитый Николай Иванович Новиков. В это время собрания масонские происходили уже публично, не возбуждая подозрений. О характере тогдашнего масонства мы знаем из отзывов Новикова. Он говорит, что ложи занимались изучением этики и стремились к самопознанию, сообразно с каждой степенью; но это его не удовлетворяло, хотя он и занимал высшую степень. Новиков и некоторые другие масоны искали другой системы, более глубокой, что и привело к соединению, против воли Елагина, большинства елагинских лож с рейхелевскими. Случилось это в 1776 году, после переговоров между членами елагинских и рейхелевских масонских систем. Ложи объединились в единую систему, и стали называть себя «Соединённые». От 3-го сентября 1776 года они признали себя подчиненными Великой ложе Берлина «Минерва».

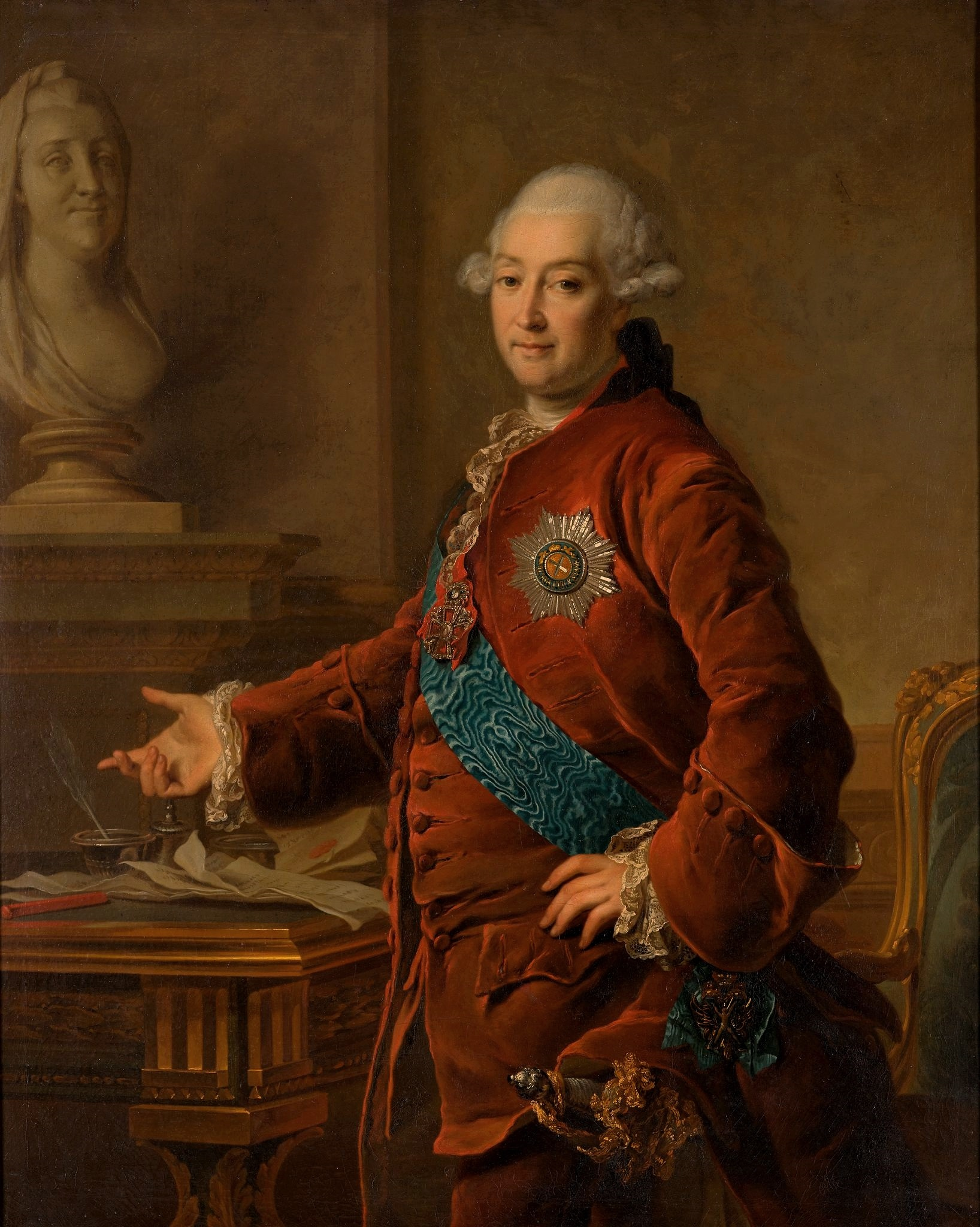
Князь Александр Михайлович Голицын — вице-канцлер, участник русских масонских лож

Кроме прежней елагинской системы, и системы «Соединенных», существовала ещё по рейхелевской системе ложа Розенберга-Чаадаева, которая не пожелала соединиться с елагинцами. Главную роль в тогдашнем франкмасонстве в России играл Рейхель, стремившийся удержать русских франкмасонов от тамплиерства или, как его ещё называли системы «Строгого соблюдения». Союз Елагина с Рейхелем на время оживил петербургских франкмасонов и теснее связал их с Москвой. Однако, вышедшая в 1775 году книга «О заблуждениях и истине» Луи Клода де Сен-Мартена, имевшего огромное влияние на умы русских масонов того времени, вызвала новое движение среди франкмасонов и стремление завязать более близкие сношения с иностранными ложами. Это произвело раскол в русском франкмасонстве. По совету Рейхеля, многие ложи присоединились, через посредство князя Куракина и князя Гагарина, к Швеции. Сам Рейхель, а также петербургская ложа, где поместным мастером был Новиков, и московская ложа князя Η. Η. Трубецкого остались верны Елагину. Таким образом в России стали существовать две системы: рейхелевско-елагинская и Шведская (Циннендорфская). В 1777 году приезжал в Петербург шведский король, стоявший вместе со своим братом во главе шведских масонов; он посетил собрания франкмасонов и посвятил в масонство великого князя Павла Петровича.
В 1778 году московская ложа князя Η. Η. Трубецкого присоединилась к Шведской системе; к ней примкнул и Николай Иванович Новиков. Ложа, членом которой он являлся, в 1779 году закрылась, а сам он переехал в Москву. Этим закончилось господство елагинской системы.

### Новиков и масонство в Москве

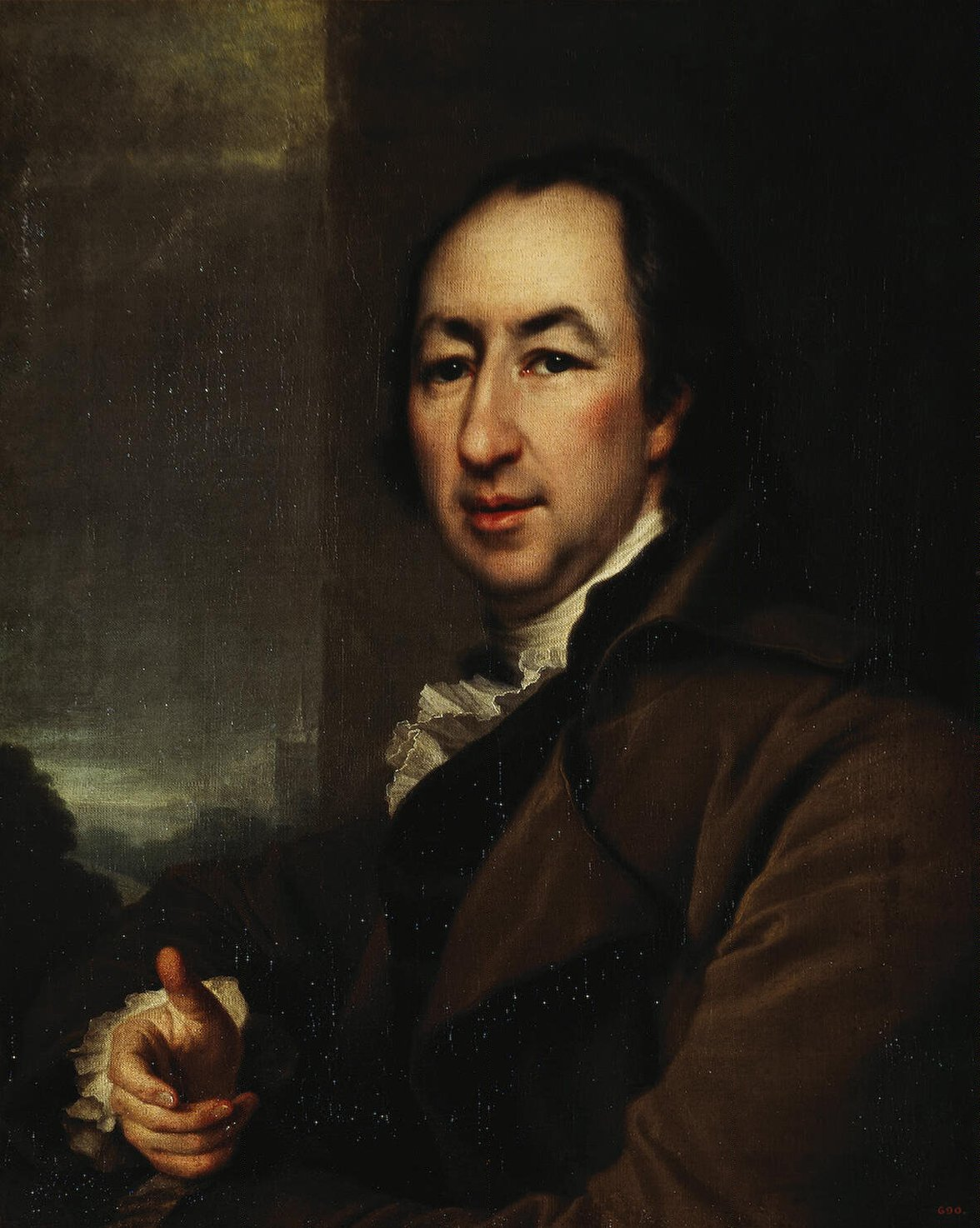
Николай Иванович Новиков

Новый этап в развитии русского масонства связан с Москвой, куда сместился центр деятельности русского масонства, и с именем Николая Ивановича Новикова, развернувшего в ней по переезде из Санкт-Петербурга широкую масонскую деятельность.
В то время в истории московского масонства играют главную роль две ярких личности — сам Новиков и Иоганн Шварц. Они оба, особенно Шварц, способствовали тому, что масонство получило определённую структуризацию; они же широко развили просветительскую сторону масонства. Шварц содействовал Новикову во всех его предприятиях, давал советы, указывал книги для перевода, работал в университете и гимназии, задумал общество для распространения в России просвещения, которое и возникло официально в 1781 году под названием «Дружеского учёного общества». В Москве, кроме ложи князя Η. Η. Трубецкого, существовала также ложа Татищева, «Трёх римлян», которая влачила жалкое существование. В 1780 году была открыта, по настоянию Новикова, тайная сиентифическая ложа «Гармония», из 9 членов — братьев внутреннего ордена, жаждавших истинного масонства и не сочувствовавших партийности. В 1781 году, по предложению Шварца, руководители существовавших лож, не изменяя их организации, соединились в «Гармонии». Тогда же решено было отправить Шварца за границу для устройства масонских дел, так как Швеция вызывала общее недовольство. Результат поездки был следующий: русское франкмасонство признано было независимым от Швеции и получило организацию «теоретического градуса», по которому братья могли получать новые познания, а также обещание содействия для устройства из России самостоятельной «провинции» и приглашение на Вильгельмсбадский конвент в июле 1782 года. Всё это было санкционировано великим мастером шотландских лож в Германии, герцогом Фердинандом Брауншвейгским. Система осталась старая, нелюбимая Новиковым Строгое соблюдение. Шварц был объявлен кем-то вроде диктатора, в качестве единственного верховного предстоятеля теоретической степени соломоновых наук в России, с правом передачи этой степени другим в том числе и Новикову, но со строгим отбором. Кроме того, Шварц, сдружившийся с Вёльнером, привёз от него «Познания розенкрейцерства» и право основать из избранных орден «Злато-розового креста».
16 июля 1782 года собрался Вильгельмсбадский конвент, под председательством герцога Фердинанда Брауншвейгского. На конвенте присутствовали представители масонских лож Франции, верхней и нижней Германии, Австрии и Италии; Россия также имела представительство. На конвенте Россия, «во внимание к её обширному пространству и к большому числу лож, ревностно в ней работавших», была признана за восьмую провинцию ордена. По решению конвента, русское масонство организовалось следующим образом:
- В капитуле: провинциальный великий мастер — вакансия (по всей вероятности, оставлена для великого князя Павла Петровича);
- Приор — П. А. Татищев;
- Декан — князь Ю. Н. Трубецкой;
- Генеральный визитатор — князь Н. Н. Трубецкой;
- Казначей — Н. И. Новиков;
- Канцлер — И. Шварц;
- Генеральный прокуратор — князь А. А. Черкасский.

В директории для исправления текущих дел: президент — Н. И. Новиков; члены — В. В. Чулков, И. П. Тургенев, Я. Шнейдер, Ф. П. Ключарёв и Г. П. Крупенников.
Две ложи были признаны высшими материнскими ложами. Мастерами в степени теоретического градуса Соломоновых наук были в ложе «Коронованного знамени» — П. А. Татищев, в ложе «Латоны» — князь Н. Н. Трубецкой. Петербургские ложи в общение с Москвой не вступали и заметно падали. В 1782 году составился орден «Злато-розового креста», под начальством Шварца; членами ордена были: Н. И. Новиков, князья Трубецкие, Кутузов, Александр Михайлович, Лопухин, Тургенев, Чулков, Херасков. Началась серьёзная масонская работа, как в общих ложах, так и в ордене «Злато-розового креста». Здесь были пока низшие степени; члены занимались «познанием Бога через познание натуры и себя самого по стопам христианского нравоучения». В 1783 году в степень ложи-матери была возведена ложа «Озириса», с князем Н. Н. Трубецким во главе; место его в «Латоне» занял Н. И. Новиков. Вскоре появилась четвёртая ложа-мать — «Сфинкс», которая порвала сношения со Швецией и присоединилась к Новикову и Шварцу. Всех лож, объединившихся, насчитывалось в Москве до 20. Тогда же начались переговоры с Петербургом через Ржевского, результатом чего явилось учреждение в Петербурге ложи-матери; но к объединению это не привело, а дело ограничилось только формой.
В 1783 году по именным прошениям братьев состоялся приём их в состав главного розенкрейцерского братства и вместе с тем порвались — по примеру берлинской ложи «Трех глобусов», где главой был Вёльнер, — связи с герцогом Брауншвейгским; братья перестали интересоваться обрядовой стороной и занялись теоретическими вопросами. 1783 год является годом расцвета собственно масонской и общественной работы московского франкмасонства; в этом году возникли при Дружеском обществе типографии: две гласные и одна «тайная», для целей собственно розенкрейцерства.
В 1784 году скончался «живой пример и вождь на пути нравственного усовершенствования» — Шварц. Со смертью последнего не стало руководителя розенкрейцеров. Теден, товарищ Вёльнера, посоветовал учредить вместо одного руководителя директорию из Татищева, Новикова и Трубецкого, а затем избрать двух надзирателей, одного для русских, другого для иностранцев. В 1784 году директория была учреждена и были выбраны два надзирателя: Лопухин и, по совету Тедена, бывший член «Трёх глобусов», подозрительная личность, приехавший ещё раньше в Россию барон Шрёдер. Позже Вёльнер назначил барона Шрёдера на место Шварца. Уже с 1783 года главы франкмасонов мало занимались общим масонством и всецело предались розенкрейцерству. Теперь через Шрёдера они получили иероглифические знаки, аллегорическую азбуку, по которой упражнялись в отыскивании таинств высших степеней, формы присяги, нелепой «мистической таблицы» и т. д. К этому времени относится распространение розенкрейцерства и в провинции — в Орле, Вологде, Симбирске, Могилёве.
В 1784 году из «Дружеского общества» выделилась «Типографическая компания», исключительно для печатания книг, из 14 членов, в том числе 12 франкмасонов. Вдохновителем этой компании был Н. И. Новиков. Дружеское общество и Типографическая компания выпустили множество книг, частью общего содержания, частью специально масонских. В том же году, по требованию комиссии народных училищ в Петербурге, были уничтожены некоторые учебники и запрещено печатание «Истории ордена иезуитов». В 1785 году к франкмасонству присоединились Карамзин и некоторые другие замечательные личности. Но развитию франкмасонства грозила сильная опасность. Императрица Екатерина II, относившаяся к нему подозрительно в последнее время, предписала произвести обыск в книжной лавке Н. И. Новикова и поручила митрополиту Платону испытать Новикова в Законе Божием и осмотреть изданные им книги. Новикова митрополит признал верным правилам церкви, но четыреста шестьдесят одно сочинение было опечатано.
В 1786 году было почти отнято от франкмасонов школьное и больничное дело; из четыреста шестидесяти одного подозрительных сочинений, шесть специализированно масонских — «Апология, или защищение В. К.» (вольных каменщиков), были уничтожены, а шестнадцать запрещено перепечатывать и продавать; франкмасонам было сделано строгое внушение относительно издания книг. Книги франкмасонов были признаны, вопреки мнению митрополита Платона, более вредными, чем книги французских энциклопедистов в общем, и Энциклопедия Дидро и Д’Аламбера в частности. Н. И. Новиков продолжал, однако, издавать книги франкмасонов. Между тем, король прусский Фридрих-Вильгельм II, ревностный масон и враг России, сделал Вёльнера своим советником; следовательно, русские франкмасоны оказались подчиненными советнику враждебной державы.
В 1787 году уехал навсегда за границу барон Шрёдер; по делам ордена поехал туда и Кутузов, Александр Михайлович. В этом же году особенно ярко проявилась филантропическая деятельность франкмасонов, помогавших голодавшему вследствие неурожая народу. К 1787 году относится начало попыток сближения между франкмасонами московскими и великим князем Павлом Петровичем. В том же году было запрещено печатать духовные книги иначе, как в духовных типографиях, что связывало руки компанейской типографии. Розенкрейцеры, предавшись работам четвёртой, высшей степени «Теоретического градуса», мало заботились о поддержании лож общемасонских, вследствие чего к 1789 году закрылись две ложи-матери, татищевская и гагаринская, а также собрания лож иоанновских трёх степеней и некоторые ложи в провинциях. Таким образом франкмасонство всё больше концентрировалось в розенкрейцерстве. С приездом в Москву главнокомандующего, князя Прозоровского, деятельность франкмасонов стала окончательно подавляться, а сами они состояли под строгим надзором.
В 1791 году Типографическая компания была уничтожена.
В 1792 году были опечатаны книги, из которых двадцать продавались вопреки запрещению, а восемнадцать были изданы вовсе без разрешения; в то же время был арестован Н. И. Новиков. Заточение его в Шлиссельбурге продолжалось до 1796 года. Причина тяжкого наказания, постигшего Новикова, до сих пор неясна; её видят в сношениях его с великим князем Павлом Петровичем. Это тем вероятнее, что приговор относительно остальных франкмасонов, называемых иначе мартинистами, был довольно снисходителен: князь Трубецкой и Тургенев были высланы в дальние их деревни, с запрещением выезда; Лопухину разрешено было остаться в Москве. Прочие розенкрейцеры были только «потревожены». Проживавшим за границей за счёт франкмасонов студентам Невзорову и Колокольникову грозила ссылка в Сибирь, но по болезни они попали в больницу, где Колокольников умер, а Невзоров был помещён в дом умалишённых. Книготорговцы, имевшие у себя в продаже запрещённые книги, были помилованы. Франкмасоны на время замолкли. В целом, императрицей были предприняты обыкновенные для всякой власти действия по ликвидации идеологической конкуренции и уменьшении общественной опоры на традиционные ценности и усилении его революционности (по её выражению: «разврата»). Вместе с тем, она неоднократно высказывалась относительно того, что по её мнению франкмасонами и мартинистами декларировался «ложный пафос» и «нарочитая духовность». Причём, в первую очередь, это относилось именно к Новикову, что очевидно и определило меру его наказания.
В царствование Императора Павла I франкмасоны отчасти оправились от удара, нанесённого им императрицей Екатериной II, что впрочем не свидетельствует о симпатиях к ним императора, но было проделано демонстративно, в пику правлению его матери. Павел приказал освободить Н. И. Новикова из заточения, снял надзор с Лопухина, разрешил свободное проживание повсюду Татищеву и Трубецкому, велел освободить Невзорова и послать его к Лопухину в Москву, наградил многих франкмасонов, ненадолго приблизил к себе Новикова и Лопухина, но возобновить орден вольных каменщиков не разрешил. Только в царствование Императора Александра I начинается некоторое оживление масонства, во главе которого стояли сначала Лопухин с Ковальковым и Невзоровым, а затем Α. Ф. Лабзин.

## В XIX веке

### Великая ложа «Астрея»

Эмблема Великой ложи «Астрея» (1815 г.)

Согласно циркулярному письму от 30 сентября 1815 года, все великие ложи Европы были уведомлены об образовании на Востоке Санкт-Петербурга «Великой ложи Астрея». Была она образована по примеру Великой ложи Англии, и также выступили её учредителями четыре ложи: «Пётр к истине», «Палестина» в Петербурге, «Изида» в Ревеле и «Нептун к надежде» в Кронштадте. Великим мастером Великой ложи «Астрея» стал граф Василий Валентинович Мусин-Пушкин-Брюс.
В 1817 году в европейские великие ложи было разослано второе циркулярное письмо — Свод законов. Цель союза лож, входивших в состав ВЛ Астреи, была сформулирована в учредительных документах следующим образом:«Усовершенствовании благополучия человеков исправлением нравственности, распространением добродетели, благочестия и неколебимой верности государю и отечеству и строгим исполнением существующих в государстве законов… Эта новая великая ложа приняла представительную форму правления и отмела у себя все высшие степени, так что в состав её вошли только представители её четырёх иоанновских лож.»
ВЛ Астрея избрала Шведскую систему, приняв за правило, что каждая из её лож в праве была выбрать себе любую из существующих на тот момент в Европе масонских систем.
С целью более эффективного привлечения на свою сторону масонов из других лож, ВЛ Астрея гарантировала им право свободного избрания своих должностных лиц и свободное распоряжение своими финансами. Всякие поборы с мастерских, которые практиковались прежде были отменены, за исключением сборов на благотворительные нужды.
Система, к которой обратился в поисках истинного масонства идеолог создания союза Е. Е. Эллизен, была так называемая Шрёдерова система, названная так в честь известного реформатора масонства — Фридриха-Людвига Шрёдера (1744—1810).
Организационная структура, порядок и характер работ нового союза подробнейшим образом были регламентированы в «Уложении Великой ложи Астрея». Первые 16 пунктов его были приняты братьями 13 августа 1815 года. Работа над уложением продолжилась после принятия его. 20 августа того же года к документу прибавилось ещё 156 параграфов. 20 января 1816 года число параграфов увеличилось до 389. В результате число параграфов «Уложения» составило 561. «Уложение Великой ложи Астрея» было рассчитано всего на 6 лет. Это означало, что братья отнюдь не намеревались останавливать свою законотворческую реформаторскую деятельность. Е. А. Кушелев писал в связи с этим:«Потом ещё сочинили под названием „Прибавление к книге законов“, присовокупляя к сему последнему ещё и разные дополнения. Что утвердили подписанием: первое дополнение — 14 октября 1816 года, второе дополнение — 14 апреля, третье — 21 апреля 1817 года и, наконец, четвёртое — 24 марта 1818 года». Таким образом, руководители Астреи демонстрировали братьям свою приверженность курсу реформ в возглавляемом ими масонском сообществе.
Проводимые реформы Астреи привели к отпадению от Великой провинциальной ложи «Владимир к порядку» и переход в Астрею лож «Пламенеющая звезда» и «Соединённые друзья». Особенно влиятельной среди них была последняя, среди членов которой в 1816 году значились имена гвардейских офицеров Грибоедова, Чаадаева, Норова, Бенкендорфа, Пестеля и ряда других.
1 августа 1822 года последовал высочайший рескрипт Александра I на имя управляющего министерством внутренних дел графа В. П. Кочубея «О уничтожении масонских лож и всяких тайных обществ». «Все тайные общества под какими бы они наименованиями не существовали, как то: масонские ложи или другими — закрыть и учреждения их впредь не дозволять».
Реестр Великой ложи Астрея насчитывал к моменту закрытия 1404 масона, которые были объединены в 19 лож. Соперница ВЛ Астреи — Великая провинциальная ложа «Владимир к порядку» насчитывала всего 7 лож и 230 масонов.
11 августа 1822 года В. В. Мусин-Пушкин-Брюс известил петербургского военного генерал-губернатора, что Великая ложа Астрея и восемь зависящих от неё в Петербурге масонских лож отныне закрыты.

## В начале XX века
Первые ложи в России, после их запрета в 1822 году, начинают вновь открываться в 1905 году. Эти ложи открывают Великий восток Франции и Великая ложа Франции. Первые ложи учреждаются в Санкт-Петербурге и Москве. Известными ложами о которых сохранилась достоверная информация были: «Возрождение», «Северное сияние», «Полярная звезда» и «Астрея», которые были открыты под эгидой Великого востока Франции. А также ложа «Феникс», которая была открыта в двух городах Москве и Санкт-Петербурге под эгидой Великой ложи Франции. Ложи были немногочисленны, так в ложах «Возрождение», «Северное сияние», «Полярная звезда» и «Астрея» насчитывалось около 94 масонов. Информация о ложе «Астрея» весьма скупа. Известно, что ложа работала в 1916—1917 годах, в Москве и Санкт-Петербурге, и вероятно по ДПШУ. В 1908 году для работ в дополнительных степенях ДПШУ Великой коллегией шотландского устава был открыт капитул «Астрея», работы в котором проводились с 4 по 18°. Ложи Великого востока Франции были закрыты в 1910 году, после появления парамасонской политической организации Великий восток народов России (ВВНР). Причиной закрытия лож стал переход 37 (из 94) членов лож ВВФ в ВВНР. И поскольку ВВНР заявил о разрыве отношений с иностранными масонскими организациями, то целесообразность нахождения лож ВВФ в Российской Империи потеряла свою актуальность. Ложи Великой ложи Франции вероятно проработали до 1917 года и после были запрещены.

### Великий восток народов России
Как пишет историк масонства В. С. Брачёв, в 1910 году, членами лож Великого востока Франции начинают образовываться ложи, которые к 1912 году составили основу новой организации, получившей название «Великий восток народов России».
«Великий восток народов России» (ВВНР) был создан на учредительном съезде в Москве летом 1912 года. Характерным отличием лож ВВНР от лож ВВФ являлась отмена ряда обязательных пунктов в работе масонских лож. Такими пунктами стали: упразднение степени подмастерья, упрощение ритуалов, написание политических программ вместо зодческих работ, обсуждение политических вопросов на собраниях, работа не во имя Прогресса, как в ложах Великого востока Франции, а политическая активность в Государственной думе. Ложи ВВНР носившие название «масонские» таковыми не являлись, а члены ВВНР не признавались масонами Великим востоком Франции и другими масонскими организациями, а считались политическими кружками. Это привело в будущем часть бывших членов ВВНР, когда после Октябрьской революции 1917 года они покинули Россию, к прохождению ими заново ритуала масонского посвящения.
Руководящей структурой ВВНР был верховный совет, во главе которого стоял генеральный секретарь, а не великий мастер, как в масонских великих ложах. Первым генеральным секретарем Верховного совета ВВНР был Н. В. Некрасов, с 1913 по 1914 годы А. М. Колюбакин, левый кадет, далее на пост руководителя организации вернулся Н. В. Некрасов, а начиная с Конвента 1916 года — эсер А. Ф. Керенский. После того, как А. Ф. Керенский стал во главе Временного правительства России, в июле 1917 года, пост руководителя ВВНР перешёл к управляющему делами Временного правительства меньшевику А. Я. Гальперну.
ВВНР объединял несколько десятков лож, приблизительно от 5 до 25 человек каждая. Ложи создавались по территориальному принципу. В ВВНР было несколько специальных лож — «Военная», «Литературная», и думская ложа «Роза». Численность членов ВВНР составляла около 400 человек. ВВНР прекратил свою деятельность после революции 1917 года.

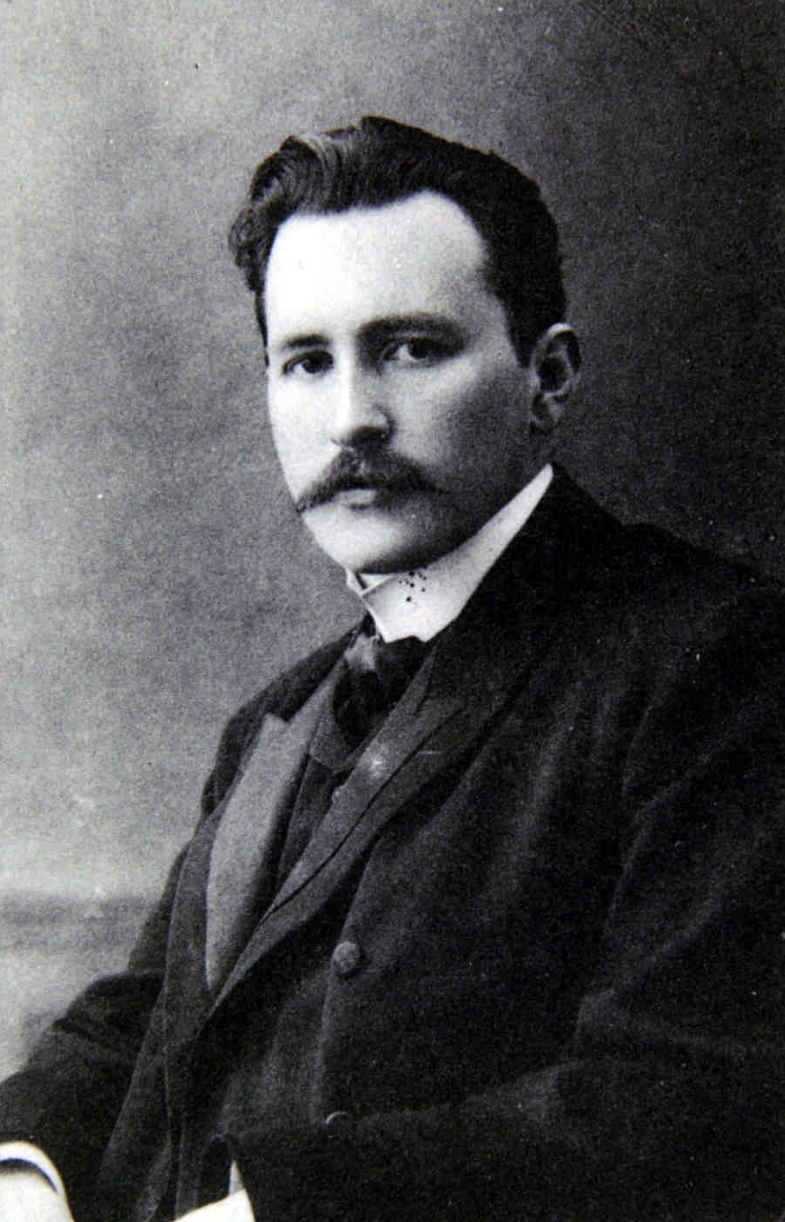
Некрасов Н.В.
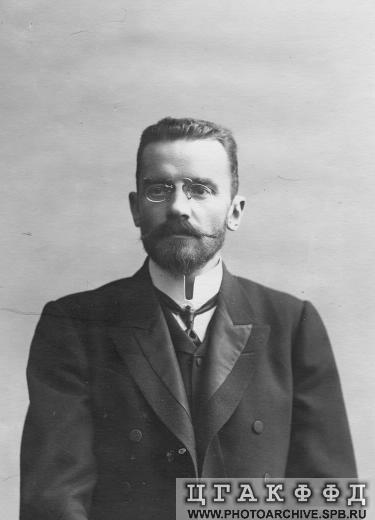
Колюбакин А.М.
Керенский А.Ф.

## В конце XX века

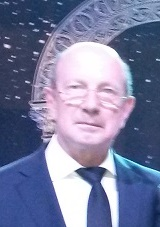
Георгий Дергачёв — Первый великий мастер ВЛР (1995—2002)

В 1990 году, с посвящения Георгия Дергачёва — первого масона в новейшей истории, началось возрождение масонства в России. 28 апреля 1991 года, в Москве, под эгидой Великого востока Франции была открыта первая масонская ложа. Всего было открыто, с 1991 по 1997 год, 6 лож ВВФ: «Северная звезда», «Свободная Россия», «Девять муз», «Северные братья», «Полярная звезда» и «Москва». С 1991 по 1993 год Великая ложа Франции открывает свои ложи. Ею были открыты 3 ложи: «Николай Новиков», «Сфинкс» и «Лютеция».
После перехода в Великую национальную ложу Франции Георгия Дергачёва и части масонов ложи «Северная звезда», в 1992 году Великая национальная ложа Франции начинает открывать свои ложи. В 1992-93 годах она открыла 4 ложи: «Гармония», «Лотос», «Новая Астрея», «Гамаюн».
Когда в 1995 году проходит учреждение Великой ложи России, то отток масонов из лож ВВФ и ВЛФ усиливается, что приводит к закрытию почти всех лож ВВФ и ВЛФ на территории России.
6 июля 1996 года десять русских масонов ВЛР, посвящённых М. В. Гардером в высший, 33° Древнего и принятого шотландского устава, учредили Верховный совет России Древнего и принятого шотландского устава.
В 1996 году декретом великого мастера ВВФ были закрыты все ложи ВВФ на территории России. Ложа «Полярная звезда» ВВФ в 1997 году перешла в ВЛР. До 1998 года также были закрыты ложи ВЛФ «Лютеция» и «Сфинкс». Ложа «Николай Новиков» продолжила свои работы под юрисдикцией ВЛФ.
В 1997 году ВВФ разрешил открыть новую ложу в России, ею стала ложа «Москва». В 1998 году было дано разрешение от ВВФ на возобновление работ ложи «Северная звезда».
С 1995 по 1999 годы Великая ложа России открыла 7 новых лож: «Аврора» № 5 (Москва, 1996 г.), «Полярная звезда» № 6 (Архангельск, перешла в полном составе из ВВФ в 1997 г.), «Юпитер» № 7 (Москва, 1997 г.), «Четверо коронованных» № 8 (Москва, 1998 г.), «Северное сияние» № 9 (Москва, 1998 г.), «Братская любовь» № 10 (Москва, 1998 г.), «Александр Сергеевич Пушкин» № 11 (Москва, 1999 г.).
В конце 1999 года в России было 12 лож ВЛР, 2 ложи ВВФ и 1 ложа ВЛФ.

## В XXI веке
В 2001 году, Великой ложей России, были открыты ложи: «Фёдор Волков» № 14 (Ярославль), «Орион» № 15 (Москва), «Феникс» № 16 (Москва), «Изида и Озирис» № 17 и «Сер» № 18 (Москва).

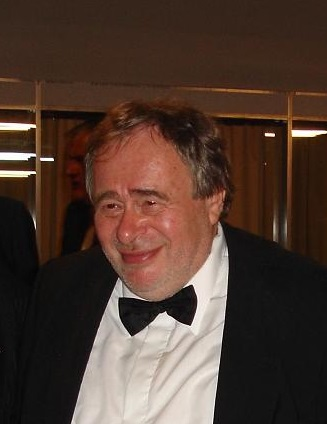
Великий мастер Русской великой регулярной ложи (2001—2007) — Владимир Лопухин

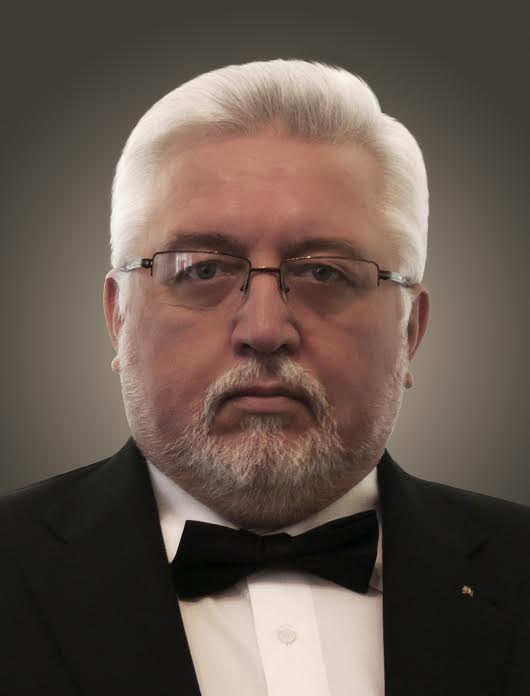
Заместитель великого мастера ВЛР — Виктор Белявский

В марте 2001 года, из Великой ложи России вышло около 100 масонов. Из трёхтомника «История русского масонства в XX веке» историка масонства А. И. Серкова следует, что из ВЛР ушли ложи: «Гармония», «Лотос», «Астрея», «Юпитер», «Орион».
16 апреля 2001 года вышедшие провели свою первую ассамблею, после которой было объявлено о создании «Русской великой регулярной ложи» (РВРЛ). Согласно материалам словаря «Масоны», историка масонства С. П. Карпачёва, РВРЛ стала добиваться признания Объединённой великой ложи Англии и великих лож англо-американского союза.
В 2002 году, Великой ложей России, были открыты ложи: «Северные братья» № 19 (Мурманск), «Доблесть» № 20 (Москва), «Созвездие» № 21 (Москва), «Под тремя коронами» № 22 (Калининград) и «Альфа и Омега» № 23 (Новосибирск).
В 2003 году, Великой ложей России, в Москве, была открыта ложа «Дружба» № 24.
С 2003 по 2005 годы, в Санкт-Петербурге были созданы ещё три ложи Русской великой регулярной ложи: «Сфинкс», «Пеликан» и «Воскресенье». На основе четырёх лож («Астрея», «Сфинкс», «Пеликан» и «Воскресенье»), в 2005 году, в Санкт-Петербурге, под юрисдикцией РВРЛ, была создана «Великая провинциальная ложа Санкт-Петербурга».
В 2004 году, Великой ложей России, в Москве, была открыта ложа «Белый рыцарь» № 25.
В 2005 году, Великой ложей России, в Москве, была открыта путешествующая ложа «Треугольник Хирама» № 26, которая планировалась как международная.
В 2006 году, Великой ложей России, в Москве, была открыта ложа «Цитадель» № 27.
В 2006 году ложа «Северная звезда» в связи с малочисленностью прекратила свои работы, а оставшиеся члены ложи перешли в ложу «Москва» (ВВФ).
В 2006 году, Великой ложей России, в Воронеже, была открыта ложа «Святой Грааль» № 28, которая начала проводить свои работы по ритуалу Циннендорфа.
В 2007 году, в ходе проведения ассамблеи ВЛР, из неё вышли 30 масонов, членов лож «Гармония», «Лотос», «Феникс» и «А. С. Пушкин». В течение нескольких дней прошло объединение вышедших из ВЛР с членами РВРЛ. Новое объединение решило использовать название Великая ложа России, только добавила к нему уточнение: руководимая великим мастером А. С.
В июне 2008 года, некоторыми членами «ВЛР руководимой великим мастером А. С.», было принято решение установить отношения с Великой ложей Франции и сменить название на Объединённая великая ложа России.
История создания Объединённой великой ложи России описывается историком масонства А. И. Серковым так:

11 октября 2008 года, на своей торжественной ассамблее, под патронажем Великой ложи Франции была учреждена Объединённая великая ложа России. Объединённой великой ложе России был выдан патент Великой ложи Франции на право проведения работ по ДПШУ. В Объединённую великую ложу России вошли при учреждении 11 лож.

В 2008 году, Великой ложей России, в Сочи, была открыта ложа «Акация» № 29, а в Магнитогорске ложа «Форпост» № 30.
В 2009 году, Великой ложей России, в Екатеринбурге, была открыта ложа «Каменный пояс» № 31, а в Москве ложа «Франция» № 32, которая стала проводить свои работы по Французскому обряду.
В январе 2009 года в состав Объединённой великой ложи России вошли две харьковские ложи — «Геометрия» и «Феникс Украины».
В 2010 году, Великой ложей России, были открыты ещё две ложи, которые стали проводить свои работы по Французскому обряду, это ложи: «Муз» № 33 (Санкт-Петербург) и франкофонная «Совершенное согласие» № 34 (Москва).
В 2011 году, Великой ложей России, были открыты ложи: «Дельта» № 35 (Краснодар), «Фёдор Ушаков» № 36 (Саранск), «Клио» № 37 (Москва).
В 2012 году, Великой ложей России, была открыта ложа «Два орла» № 38 (Минск).
Летом 2012 года, братья ложи «Астрея» приняли решение о выходе из ОВЛР. 8 июня 2013 года, в Санкт-Петербурге, прошла инсталляция ложи «Астрея» под эгидой ВВФ. Ложе был присвоен № 6032 и был выдан патент на право проведения регулярных работ в юрисдикции Великого востока Франции.
В 2013 году, Великой ложей России, были открыты ложи: «Святой Давид — Строитель» № 39 (Тбилиси), «Леон Великий» № 40 (Сухуми), «Святая Тамара» № 41 (Тбилиси), «Арарагат» № 42 (Москва, Ритуал Эмулейшн), «Павел Павлович Демидов» № 43 (Екатеринбург) и «Золотой ключ» № 44 (Пермь).
В сентябре 2013 года, Масонским смешанным международным орденом Право человека в Москве была учреждена смешанная ложа «Новый свет» № 1989.
В 2014 году, Великой ложей России, были открыты ложи: «Александр Сергеевич Грибоедов» № 45 (Санкт-Петербург), «Череп и крест» № 46 (Нижний Новгород) и «Братская цепь» № 47 (Челябинск).
В 2015 году, Великой ложей России, были открыты ложи: «Георгий V Блистательный» № 48 (Тбилиси), «Джузеппе Гарибальди» № 49 (Москва, Восточный обряд), «Шипка» № 50 (Москва).

## Масонские организации в современной России
По состоянию на 2024 год в России представлены следующие масонские организации:
- Великая ложа России — около 700 братьев в 33 ложах[34];
- Великий восток Франции — около 40 братьев в 2 ложах[35];
- Объединённая великая ложа России[18] — 70 братьев в 6 ложах;
- Великая женская ложа Франции — около 30 сестёр в 1 ложе[18];
- Le Droit Humain — около 9 сестёр и братьев в 1 ложе[36].